# SN 1964B
SN 1964B – supernowa typu I odkryta 8 lutego 1964 roku w galaktyce UGC 2646. W momencie odkrycia miała maksymalną jasność 16,70m.